# Gryllomorpha maghzeni
Gryllomorpha maghzeni är en insektsart som beskrevs av Bolívar, I. 1905. Gryllomorpha maghzeni ingår i släktet Gryllomorpha och familjen syrsor. Inga underarter finns listade i Catalogue of Life.